# Großsteingrab Onsved Marker 1
Das Großsteingrab Onsved Marker 1 war eine megalithische Grabanlage der jungsteinzeitlichen Nordgruppe der Trichterbecherkultur im Kirchspiel Krogstrup in der dänischen Kommune Frederikssund. Es wurde 1872 zerstört.

## Lage
Das Grab lag östlich des Hofs Bredagergaard, nördlich des Zufahrtwegs. Nur etwa 30 m südlich des Standorts befindet sich südlich des Wegs das erhaltene Großsteingrab Bredagergård. In der näheren Umgebung gibt bzw. gab es zahlreiche weitere megalithische Grabanlagen.

## Forschungsgeschichte
Im Jahr 1873 führten Mitarbeiter des Dänischen Nationalmuseums eine Dokumentation der Fundstelle durch. Dabei wurde festgestellt, dass das Grab im Vorjahr vom Hofbesitzer vollständig abgetragen wurde. Die dabei gemachten Funde wurden dem Museum übergeben.

## Beschreibung

### Architektur
Die Anlage besaß eine Hügelschüttung unbekannter Form und Größe. Die Grabkammer ist vermutlich als erweiterter Dolmen anzusprechen. Sie war ost-westlich orientiert; ihre Maße sind nicht überliefert. Die Kammer bestand aus je zwei Wandsteinen an den Langseiten und einem Abschlussstein an der westlichen Schmalseite. Der offenen Ostseite war ein ost-westlich orientierter Gang vorgelagert. Dieser besaß mindestens zwei Wandsteine sowie einen Verschlussstein an seinem Ende.

### Funde
Bei der Zerstörung wurden zahlreiche Grabbeigaben geborgen. Ins Dänische Nationalmuseum gelangten sechs Keramikgefäße, 13 Feuerstein-Beile, fünf Feuerstein-Meißel, drei querschneidige Pfeilspitzen, 24 Abschläge, drei Klingen, drei Keile(?), fünf Messer, 18 Pfeilspitzen, zwei Dolche, zwei geflügelte Pfeilspitzen, drei Bernstein-Perlen und ein Schiefer-Anhänger. Ein weiteres Beil, zwei Meißel, ein oder zwei Pfeilspitzen sowie eine spätneolithische Pfeilspitze sind verschollen.